# Wiktor Łaszewicz
Wiktor Łaszewicz (ur. 9 stycznia 1947 w Białymstoku) – polski lekarz, specjalista w zakresie chorób wewnętrznych, gastrologii i endoskopii, profesor nauk medycznych.

## Specjalizacja i droga naukowa
W 1970 ukończył studia na Wydziale Lekarskim Akademii Medycznej w Białymstoku – AMB (obecnie: Uniwersytet Medyczny w Białymstoku – UMB). 
Egzamin specjalizacyjny I stopnia w zakresie chorób wewnętrznych zdał w 1975 a II stopnia w 1980.
W 1975 uzyskał stopień doktora nauk medycznych po obronie pracy Aktywność beta-glukuronidazy soku żołądkowego w chorobach przebiegających z bezkwasem histaminoopornym.
Habilitował się w 1992 na podstawie dysertacji Zakażenie Helicobacter pylori i zmiany zapalne błony śluzowej żołądka w przebiegu wrzodu. 
W 2002 otrzymał tytuł profesora nauk medycznych. 

## Staże zagraniczne
- University Hospital Meilahti, Helsinki (1979);
- Hospital de Ixell, Bruksela (1981);
- New York Medical College (1983);
- Yokohama Showa University (1989);
- Hospital Erlangen (1992)[1].

## Zatrudnienie
W latach 1971-2017 był związany z Uniwersytetem Medycznym w Białymstoku a w latach 2006-2021 – z Uniwersytetem Warmińsko-Mazurskim w Olsztynie.
Pełnił funkcję kierownika Kliniki Gastroenterologii i Chorób Wewnętrznych AMB utworzonej na bazie Kliniki Gastroenterologii (1998-2003).
Następnie objął stanowisko ordynatora Oddziału Gastroenterologii i Chorób Wewnętrznych Wojewódzkiego Szpitala Zespolonego w Białymstoku (2007-2013).

## Zainteresowania naukowe
Specjalizował się w zakresie gastroenterologii, endoskopii i chorób wewnętrznych. Główne zainteresowania naukowe to choroby żołądka (choroba wrzodowa), rola Helicobacter pylori w chorobach żołądka i endoskopia przewodu pokarmowego.
Organizował pierwsze w Polsce szkolenia na modelu zwierzęcym poświęcone tamowaniu krwawień z przewodu pokarmowego.
Był m.in. wykonawcą projektu Ministerstwa Nauki i Informatyzacji i Zakładu Diagnostyki Biochemicznej Wydziału Farmaceutycznrgo z Oddziałem Medycyny Laboratoryjnej AMB Cytokiny hematopoetyczne jako markery wybranych nowotworów przewodu pokarmowego (2003-2006). 

## Ważniejsze publikacje
Był promotorem bądź recenzentem ponad 20 rozpraw doktorskich oraz autorem lub współautorem ponad 100 prac naukowych opublikowanych w polskich i zagranicznych czasopismach, w tym:
- Program specjalizacji w gastroenterologii Centrum Medycznego Kształcenia Podyplomowego (2004) – współautor (2004)[11];
- Wytyczne Polskiego Towarzystwa Gastroenterologii dotyczące diagnostyki i leczenia zakażenia Helicobacter pylori – współautor (2014)[12];
- Algorytmy postępowania w chorobie wrzodowej żołądka i dwunastnicy, rozdział w: „Wybrane algorytmy postępowania w chorobach układu trawiennego” red. Barbara Skrzydło-Radomańska (2017);
- Choroba wrzodowa żołądka i dwunastnicy, rozdział w: „Gastroenterologia”. Cz. 2, red. Andrzej Dąbrowski (2019);
- Zapalenie żołądka, rozdział w: „Gastroenterologia”. Cz. 2, red. Andrzej Dąbrowski (2019)[4];

## Funkcje poza uczelnią
- Polskie Towarzystwo Gastroenterologii – członek (od 1976), sekretarz (1985-1991)[1];
- Towarzystwo Internistów Polskich;
- Polskie Towarzystwo Lekarskie;
- Konsultant wojewódzki w zakresie gastroenterologii (pierwsza dekada XXI w.)[13];
- Członek Komitetu Naukowego Drugiego Podlaskiego Sympozjum Chirurgicznego „Postępy w chirurgii”, Białystok (2008)[14];
- Członek Komitetów Honorowych Kongresów Polskiego Towarzystwa Gastroenterologii, m.in. XIV (2010)[15], XVIII (2018)[16], XXI (2025)[17];
- Członek rady naukowej „Gastroenterologii Praktycznej”[18].

W 2007 kandydował z listy Platformy Obywatelskiej w przedterminowych wyborach do sejmiku podlaskiego. Mandat radnego objął kilka miesięcy później w miejsce Jacka Żalka. W 2010 nie uzyskał reelekcji.